# 春風亭柳太郎
春風亭 柳太郎（しゅんぷうてい りゅうたろう）は、柳派に属する落語家の名跡。当代は二代目。
- 初代春風亭柳太郎 - 後∶春風亭柳桜
- 二代目春風亭柳太郎 - 本項にて詳述

春風亭 柳太郎（1970年11月5日 - ）は、東京都三鷹市出身の落語家。本名∶林田 武広。落語芸術協会所属。

## 経歴
明治大学文学部日本文学科中退後1993年11月、五代目春風亭柳昇に入門。前座名柳和。
1998年2月に二ツ目昇進し、柳太郎と改名。2003年4月、師匠柳昇が死去したことに伴い兄弟子の春風亭昇太門下に移籍。
2007年5月∶桂文月、三笑亭夢花とともに真打昇進。

## 芸歴
- 1993年11月 - 五代目春風亭柳昇に入門、前座名「柳和」。
- 1998年2月 - 二ツ目昇進、「柳太郎」に改名。
- 2003年6月 - 柳昇死去のため、春風亭昇太門下に移籍。
- 2007年5月 - 真打昇進。